# Nikon 1 AW1
Nikon 1 AW1 — беззеркальный фотоаппарат со сменными объективами, предназначенный для подводной съёмки. Представлен компанией Nikon в сентябре 2013 года, как идеологическое продолжение фотоаппаратов Nikonos. Создавался в рамках беззеркального семейства Nikon 1 и при эксплуатации на суше поддерживает всю сменную оптику этого стандарта. Для съёмки под водой для камеры выпущены два объектива «1 Nikkor-AW 10/2,8» и «1 Nikkor-AW 11—27,5» со специальной герметизацией байонета.

## Технические характеристики
Камера предназначена для эксплуатации в экстремальных условиях. И по заявлению разработчика может работать:
- В диапазоне температур от −10 до +40 °C при использовании на суше,
- В диапазоне температур от 0 до +40 °C при использовании под водой.
- В условиях высокой влажности не более 85 % (без конденсации).
- Падение с высоты 2 метра при сложенной встроенной вспышке на деревянную поверхность. Проведены внутренние испытания по методу MIL-STD-810F 516.5: стандарт ударопрочности.
- Водонепроницаемость с защитой JIS/IEC класса 8 (IPX8); допускается использование на глубине до 15 м в течение 60 минут.
- Максимальная рабочая глубина 15 м.
- Пыленепроницаемость с защитой JIS/IEC класса 6 (IP6X).

Фотоаппарат обладает рядом интересных особенностей таких как:
- Преднастройка баланса белого «под водой».
- Система «активное управление» — навигация и выбор по настройкам и отснятому материалу осуществляется зажатием кнопки «активное управление» и наклоном фотокамеры, что существенно облегчает управление под водой.
- Наличие электронного компаса.
- Наличие GPS и ГЛОНАСС, позволяющих записывать точные данные о месте съёмки в данных изображения EXIF . Частота приёма: 1575,4200 МГц (GPS)/1598,0625—1605,3750 МГц (ГЛОНАСС). Система координат: WGS84.
- Высотомер с рабочим диапазоном от −500 до +4500 м.
- Глубиномер с рабочим диапазоном от 0 до 20 м.

## Отзывы и критика
Есть как положительные так и резко негативные отзывы. В целом камеру хвалят за то, что в своём классе (беззеркальные фотоаппараты со сменной оптикой) аналогов она по сей день (в эпоху масштабного перехода ведущих производителей на беззеркальные камеры) не имеет (в момент выхода в 2013 г. камера была еще более необычной), при этом также отмечают, что 14-мегапиксельный сенсор с кропфактором 2,7 не является достаточно впечатляющим (а в век полнокадровых беззеркалок выглядит и вовсе несерьёзно).
Также печальным фактом остаётся то, что выпущено всего два AW объектива, один из которых зум объектив, в плане оптического качества не производящий сильного впечатления. А без специальной оптики, обеспечивающей герметизацию и ударопрочность, фотоаппарат уже не представляет собой нечто выдающееся.
В сети присутствует много отзывов о низком качестве камеры: несмотря на выполнение всех требований, указанных в руководстве по эксплуатации, фотокамеры все равно «давали течь», что почти во всех случаях означало последующую неремонтопригодность фотоаппарата. Некоторые пользователи столкнулись с плохим сервисом, когда официальные сервисные центры Nikon отказывались признавать случай гарантийным.

## Конец производства
11 июля 2018 года компания Nikon объявила о завершении производства всей линейки
беззеркальных камер Nikon 1.

## Аксессуары
Входящие в комплект камеры:
- Ремень AN-N1000 — нейлоновый шейный ремень для фотокамер Nikon(выпускается в различных цветах)
- Защитная крышка BF-N2000 — с размещённым внутри протектором уплотнительного кольца защищает байонет объектива фотокамеры и матрицу, когда к фотокамере не прикреплён объектив. Протектор уплотнительного кольца можно извлечь из крышки и использовать для защиты уплотнительного кольца фотокамеры при съёмке со стандартным объективом 1 NIKKOR вместо объектива 1 NIKKOR AW.
- Литий-ионная аккумуляторная батарея EN-EL20
- Зарядное устройство MH-27
- Протектор уплотнительного кольца PA-N1000 — защищает байонет объектива фотокамеры при использовании объективов 1 NIKKOR, отличных от объективов 1 NIKKOR AW.
- Программное обеспечение ViewNX2 для импорта, упорядочивания и редактирования снимков или видеороликов, а также обмена ими.
- USB-кабель UC-E19 — позволяет подключить фотокамеру к компьютеру.
- Силиконовая смазка WP-G1000 для предотвращения пересыхания уплотни-тельного кольца.
- Уплотнительное кольцо WP-O2000 — крепится непосредственно на байонет объектива фотокамеры и служит для защиты корпуса фотокамеры от неблагоприятных условий окружающей среды.

Дополнительные принадлежности:
- Подводный оптоволоконный адаптер SR-N10A — позволяет прикрепить вспышку Speedlight SB-N10 к фотокамере Nikon 1 AW1 с помощью подводного кронштейна SK-N10A и водонепроницаемого оптоволоконного кабеля SC-N10A.
- Подводный кронштейн SK-N10A -позволяет прикрепить вспышку Speedlight SB-N10 к водонепроницаемому чехлу Nikon 1. Также служит для крепления вспышки Speedlight к фотокамере Nikon 1 AW1 с помощью подводного оптоволоконного кабеля и подводного оптоволоконного адаптера SR-N10A.
- Водонепроницаемый оптоволоконный кабель SC-N10A — позволяет использовать встроенную вспышку для синхронизации срабатывания вспышки Speedlight SB-N10 в условиях плохого освещения под водой (при съёмке фотокамерой Nikon 1 в водонепроницаемом чехле).
- Ремень для быстрой съёмки BlackRapid S AN-SBR3 — повышает мобильность фотографа и предоставляет возможность съёмки на ходу благодаря механизму, позволяющему фотокамере скользить по диагонали, вверх и вниз вдоль плечевого ремня, системе, которая использует штативное гнездо фотокамеры и фиксирует её корпус в удобном для захвата положении, плечевой накладке, распределяющей вес для меньшей нагрузки, а также страховочному ремешку, который крепится под мышкой и прочно удерживает ремень на месте.
- Инструмент для снятия уплотнительного кольца WP-OR1000 — с целью технического обслуживания или замены.
- Рукоятка GR-N6000 — прикрепляется к корпусу фотокамеры с лицевой стороны с помощью винта, обеспечивая более надёжный захват фотокамеры.
- Фильтр AW 40.5 NC — для защиты объектива от запотевания, в случае резкого перепада температур например при выходе из воды под палящие солнце. Применяется с объективами 1 NIKKOR AW 10mm f/2.8 и 1 NIKKOR AW 11-27.5mm f/3.5-5.6.
- Защитный чехол CF-N700 — водонепроницаемый мягкий чехол для фотокамеры Nikon 1 AW1. Защищает фотокамеру от воды, пыли и царапин. Предназначен для фотокамеры с прикреплённым объективом 1 NIKKOR AW 10mm f/2.8 или 1 NIKKOR AW 11-27.5mm f/3.5-5.6. Выпускается в чёрном цвете.
- Водонепроницаемый ремень для ношения на руке AH-N6000.
- Силиконовый чехол CF-N6000.
- Защитная плёнка для ЖК дисплея LPS-N6000.
- Водонепроницаемый ремень AN-N3000.
- Ткань (чёрная, белая, красная) с подкладкой для упаковки фотокамеры CF-N3100.
- Адаптер для беспроводного подключения WU-1b — позволяет установить беспроводное подключение фотокамеры к мобильному устройству, использующих ПО Android или iOS для передачи снимков с фотокамеры на смартфон или планшетный ПК. Позволяет дистанционно управлять фотокамерой через смартфон (планшет).
- Переходник байонета FT1 для установки на камеру объективов от зеркальных камер с байонетом F с поддержкой автофокусировки в объективах моделей AF-S (объективы со встроенным мотором фокусировки).
- Разъём питания EP-5C — позволяет обеспечить питание фотокамеры Nikon непосредственно от электрической розетки. (Вставляется в батарейный отсек фото-камеры с одной стороны и в совместимый сетевой блок питания с другой.)
- Сетевой блок питания EH-5b — дополни-тельный сетевой блок питания, который можно использовать для питания фото-камеры от настенной розетки.